# الثنائي الطائر
الثنائي الطائر (بالإنجليزية: The Flying Deuces)‏، ومعروف كذلك باسم (بالإنجليزية: The Flying Aces)‏، هو فيلم كوميدي أنتج عام 1939 وهو من بطولة لوريل وهاردي، وفيه ينضم الثنائي إلى الفيلق الأجنبي الفرنسي. وهو إعادة إنتاج جزئية فيلمهم القصير بيو هانكس (Beau Hunks) من عام 1931.

## القصة
يذهب لوريل وهاردي إلى باريس. يقع أولي في حب جورجيت ابنة صاحب النزل، ولكنها ترفضه لأنها تحب رجلا آخر، وهي في الحقيقة متزوجة من ضابط يدعى فرانسوا. يقرر أولي القفز إلى نهر السين. ويأخذ ستان معه، ويتناقش الاثنان موضوع التناسخ، حيث قال أولي أنه يفضل الرجوع كحصان بينما قال ستان أنه يريد العودة بشكله.
أنقذ الفتيان من الانتحار في آخر لحظة عندما أتى الضابط فرانسوا وغيّر رأيهما بأن ينضما إلى الفيلق الأجنبي الفرنسي.
تم إرسالهما إلى حصن في شمال أفريقيا، حيث قاما بعرقلة التدريبات، فتم إرسالهما للعمل في المغسلة. ثم يرميان ملابس داخلية مبللة بالخطأ في وجه ضابط ويشعلان النار في مجموعة ملابس. فيدرك الفتيان أنهما غير صالحين للجيش ويقرران الفرار، وكتبا رسالة هجومية إلى قائدهم. تم سجنهما ومحاكمتهما ليتم إعدامهما رميا بالرصاص.
يعثر الثنائي على نفق سري، لكنه ينهار. ويتمكنان من الهروب في طائرة، على الرغم من احتجاج ستان في البداية والإقلاع الجنوني. تتحطم الطائرة، ويقتل أولي عند الاصطدام. تلوّح روحه يدها بالوداع إلى ستان في طريقها نحو السماء.
في النهاية، كان ستان يمشي في الريف في وطنهم، يقابل أولي الذي تجسّد ثانية على شكل حصان بشارب يلبس قبعة. يعانق ستان صديقه الذي يقول «هذه ورطة أخرى أوقعتني فيها!».

## فريق ممثلين
قائمة الممثلين الرئيسيين (حسب وضع أسمائهم على الشاشة) وأدوارهم:
| الممثل           | الدور       |
| ---------------- | ----------- |
| ستان لوريل       | ستان        |
| أوليفر هاردي     | أولي        |
| جين باركر        | جورجيت      |
| ريجينالد غاردينر | فرانسوا     |
| تشارلز ميدلتون   | قائد الفيلق |
| جان ديل فال      | الرقيب      |
| كرين ويتلي       | العريف      |
| جيمي فينلايسون   | السجان      |
| مايكل فيزاروف    | صاحب النزل  |

كرر تشارلز بي ميدلتون دور قائد الفيلق الذي لعبه في فيلم بيو هانكس عام 1931، بينما ظهر جيمي فينليسون الذي لاعب سابقا مساعد لوريل وهاردي ويظهر هنا في دور سجان.

## الإنتاج
كان الثنائي الطائر أول أفلام لوريل وهاردي لم ينتجه هال روتش، رغم أنهما لعبا أدوار ثانوية في أفلام إم جي إم سابقا. أنتج الفيلم عن طريق المنتج المستقل بوريس موروس، وأصدرته شركة أفلام أر كي أو الإذاعية بعد أن وافق روتش على إعارة نجومه. اشترت الشركة حقوق الفيلم الفرنسي، Le Deux Aces، لإعادة إنتاجه في هذا الفيلم، لكن إعادة الإنتاج جاءت مختلفة للغاية.
لم يتوافق المخرج أي إدوارد ساذرلاند مع ستان لوريل. قال ساذرلاند بأنه يفضل أن يأكل رتيلاء على العمل مع لوريل ثانية. أبرز المصورين السينمائيين للعمل كانا إلمر داير وأرت لويد.
في بداية الفيلم، تظهر ابنة صاحب النزل وهي تنظر لصورة أوليفر في إطار. نفس الصورة يمكن رؤيتها أيضا في الفيلم القصير زوجتنا (1931)، حيث يدفع منظرها والد خطيبة أوليفر لكي يمنع الزفاف.
ظهر الفيلم في برنامج تلفزيون الواقع عصر الحب. تتضمن النسخة غير المحررة من الفيلم قرشا هاربا (وهي عبارة عن زعنفة صناعية يتم سحبها للأمام وللخلف) في النهر الذي قرر ستان وأولي القفز إليه. أصبح الفيلم الآن داخل إطار الملكية العامة وظهرت إصدارات وطبعات عالية الدقة بشكل تجاري على في إتش إس أو دي في دي وإن كانت نادرة.

## الاستقبال
يعتقد أن نجاح للفيلم بعيدا عن استوديوهات هال روتش لربما أثر على قرار الثنائي ترك روتش في السنة التالية نحو أستوديو فوكس القرن العشرين الأكبر. اعتبر فيلما شعبيا لكن اعتبر أيضا إعادة إنتاج باهتة لفيلم لوريل وهاردي الكوميدي بيو هاكنس، والمشهد الوحيد البارز هو مشهد الطائرة. كان الممثل القديم فرانك كلارك هو الطيار البديل الذي طار بالطائرة في الفيلم لكن المشاهد الأرضية كانت في استوديوهات عازلة لشركة آر كي أو.

## الموسيقى

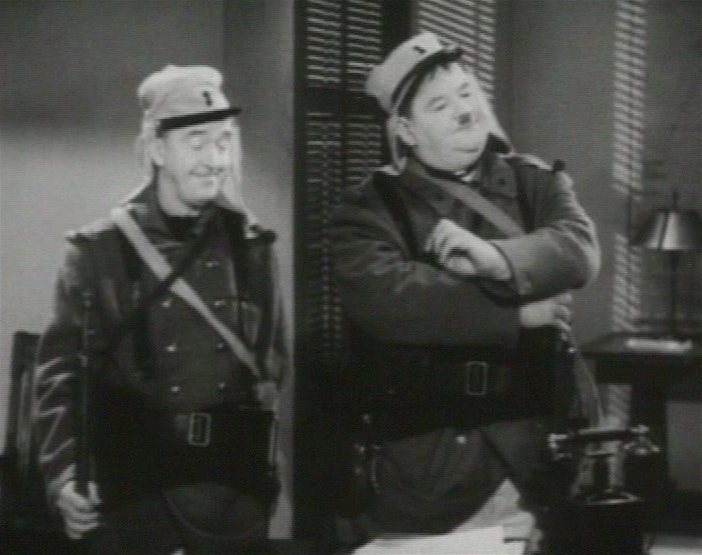
ستان وأولي في دور جنود الفيلق في "الثنائي الطائر.

أثناء الفيلم يغني أوليفر هاردي «أشرق، يا بدر الحصاد» في فاصل موسيقي يذكر بأغنية «القمر البطيء» من فيلم أعذرونا.
لحن القيثارة الذي لعبة ستان على الأسلاك تحت سريره هو «العالم ينتظر شروق الشمس». أغلب الجمهور في ذلك الوقت كان يعرف ذاك اللحن وفهم الفكرة بأن ستان وأولي كانا ينتظران شروق الشمس أيضا.

## وصلات خارجية
- الثنائي الطائر على موقع IMDb (الإنجليزية)
- الثنائي الطائر على موقع روتن توميتوز (الإنجليزية)
- الثنائي الطائر على موقع نتفليكس (الإنجليزية)
- الثنائي الطائر على موقع قاعدة بيانات الأفلام العربية
- الثنائي الطائر على موقع ألو سيني (الفرنسية)
- الثنائي الطائر على موقع Turner Classic Movies (الإنجليزية)
- الثنائي الطائر على موقع أول موفي (الإنجليزية)
- الثنائي الطائر على موقع فيلمافينيتي (الإسبانية)
- الثنائي الطائر على موقع قاعدة بيانات الأفلام السويدية (السويدية)
- الثنائي الطائر على موقع قاعدة بيانات الفيلم (الإنجليزية)
- الثنائي الطائر متوفر للتحميل المجاني على أرشيف الإنترنت
- الثنائي الطائر (بدقة عالية على فري موفيز أونلاين)